# Jan Wanklyn
Jan Wanklyn (* 24. Januar 1958) ist eine ehemalige australische Triathletin und mehrfache Ironman-Siegerin (1990–1997).

## Werdegang
Jan Wanklyn konnte in ihrer langjährigen Profi-Karriere als Triathletin fünf Ironman-Siege verbuchen – darunter dreimal den Ironman New Zealand. 1993 pausierte sie nach der Geburt ihrer Tochter und kehrte 1994 erfolgreich wieder ins Renngeschehen zurück.
Sie war verheiratet mit dem ehemaligen Triathleten Ken Glah (* 1964) und die beiden lebten bis zu ihrer Trennung in West Chester, Pennsylvania.

## Sportliche Erfolge
| Datum/Jahr  | Rang | Wettbewerb                                 | Austragungsort     | Zeit     | Bemerkung |
| ----------- | ---- | ------------------------------------------ | ------------------ | -------- | --------- |
| 4. Mai 1997 | 14   | St. Croix Triathlon                        | Saint Croix        | 03:06:07 |           |
| 1998        | 10   | USA Triathlon Elite National Championships | Wilkes-Barre       | 02:11:18 |           |
| 1996        | 1    | Noosa Triathlon                            | Noosa (Queensland) | 02:25:47 |           |

| Datum/Jahr    | Rang | Wettbewerb                                  | Austragungsort     | Zeit     | Bemerkung                                                                                                |
| ------------- | ---- | ------------------------------------------- | ------------------ | -------- | --- |
| 29. Aug. 2004 |      | Ironman Canada                              | Penticton          | 10:54:13 | |
| 6. März 2004  |      | Ironman New Zealand                         | Taupō              | 10:28:12 | |
| 8. Nov. 2003  | 10   | Ironman Florida                             | Panama City        | 10:00:06 | hinter der Siegerin Bella Comerford                                                                      |
| 26. Aug. 2001 | 4    | Ironman Canada                              | Penticton          | 10:19:41 | |
| 2003          |      | Ironman USA                                 | Lake Placid        |          | |
| 8. Apr. 2001  | 8    | Ironman Australia                           | Forster            | 09:48:37 | |
| 4. Nov. 2000  | 3    | Ironman Florida                             | Panama City        | 09:41:40 | |
| 9. Juli 2000  | 5    | Ironman Europe                              | Roth               | 09:45:27 | [ 4 ] |
| 20. Mai 2000  | 2    | Ironman California                          | Vereinigte Staaten | 10:09:29 | zweiter Rang hinter Heather Fuhr                                                                         |
| 15. Aug. 1999 | 3    | Ironman USA                                 | Lake Placid        | 10:03:38 | |
| 1999          | 5    | Ironman New Zealand                         | Taupō              | 09:29:53 | |
| 1998          | 4    | Ironman Canada                              | Penticton          | 10:15:09 | |
| 1998          | 3    | Ironman Brasil                              | Porto Seguro       | 09:39:06 | |
| 15. März 1998 | 4    | Ironman New Zealand                         | Auckland           | 10:12:50 | |
| 24. Aug. 1997 | 3    | Ironman Canada                              | Penticton          | 09:25:52 | |
| 15. Juni 1997 | 2    | Triathlon de Brazil                         | Porto Seguro       | 06:11:20 | hinter Fernanda Keller (2,5 km Schwimmen, 120 km Radfahren und 28 km Laufen)                             |
| 1997          | 1    | Ironman New Zealand                         | Auckland           | 09:52:06 | |
| 1996          | 2    | Ironman Canada                              | Penticton          | 09:32:09 | |
| 1996          | 1    | Ironman New Zealand                         | Auckland           | 09:55:23 | |
| 19. Okt. 1991 | 7    | Ironman Hawaii                              | Hawaii             | 09:49:01 | |
| 13. Juli 1991 | 2    | Ironman Europe                              | Roth               | 09:07:53 | Mit ihrer Schwimmzeit von 50:52 min trug sich Wanklyn in die Liste der schnellsten Athleten in Roth ein. |
| 1991          | 2    | Ironman Canada                              | Penticton          |          | zweiter Rang hinter Erin Baker                                                                           |
| 1991          | 1    | Ironman New Zealand                         | Auckland           | 09:43:42 | |
| 1991          | 1    | Ironman Australia                           | Forster            | 09:34:06 | |
| 6. Okt. 1990  | 5    | Ironman Hawaii                              | Hawaii             | 10:04:33 | Fünfte bei der Ironman World Championship – hinter der Siegerin Erin Baker                               |
| 14. Juli 1990 | 1    | Ironman Europe                              | Roth               | 09:21:29 | |
| 1990          | 2    | Ironman New Zealand                         | Auckland           | 09:53:49 | |
| 14. Okt. 1989 | 6    | Ironman Hawaii                              | Hawaii             | 09:43:18 | |
| 22. Okt. 1988 | 9    | Ironman Hawaii                              | Hawaii             | 10:03:25 | |
| 24. Sep. 1988 | 2    | Triathlon Longue Distance de Nice           | Nizza              | 07:07:22 | 4 km Schwimmen, 120 km Radfahren und 32 km Laufen                                                        |
| 28. März 1987 | 2    | Ironman Australia                           | Forster            | 10:53:41 | |
| 20. Apr. 1985 | 4    | Tooheys Great Lakes International Triathlon | Forster            | 11:25:06 | |

| Datum/Jahr    | Rang | Wettbewerb            | Austragungsort | Zeit     | Bemerkung |
| ------------- | ---- | --------------------- | -------------- | -------- | --------- |
| 21. Nov. 2004 | 32   | Philadelphia Marathon | Philadelphia   | 03:09:23 |           |
| 22. Nov. 1998 | 1    | Philadelphia Marathon | Philadelphia   | 02:44:59 |           |
| 20. Nov. 1994 | 1    | Philadelphia Marathon | Philadelphia   | 02:52:08 |           |

(DNF – Did Not Finish)